# 千田理緒
千田 理緒（せんだ りお、1986年 - ）は、日本のミステリ作家。

## 来歴
1986年、埼玉県出身。大阪府在住。大阪薫英女学院高等学校を卒業後、介護の仕事に従事。2020年「誤認五色」（『五色の殺人者』に改題）で第30回鮎川哲也賞を受賞。

## 作品
- 五色の殺人者（東京創元社、2020年10月9日）ISBN 978-4-488-02565-6[3]

## ミステリ・ランキング
- 本格ミステリ・ベスト10
  - 2021年 - 『五色の殺人者』24位